# Johann Ludwig Koch
Johann Ludwig Koch (* 1. November 1772 in Niederklein; † 2. Mai 1853 in Wiesbaden) war ein deutscher Geistlicher, Politiker, Kirchenrechtler und Bibliothekar.

## Leben
Koch soll von Justus Jonas dem Älteren abstammen. Er verlor seine Eltern früh, weshalb ein Onkel, der Geistlicher war, für seine Ausbildung sorgte. Er besuchte das Mainzer Gymnasium, befreundete sich mit Johannes Weitzel und studierte anschließend Philosophie und Theologie an der Universität Mainz. 1791 bestand er das philosophische Examen. Das Studium der Theologie wurde mehrmals durch die Auswirkungen der politisch instabilen Lage unterbrochen, sodass er erst im Herbst 1798 zum Priester geweiht werden konnte. 1802 wurde er Kaplan an der Kirche St. Agatha in Aschaffenburg. Von 1802 bis 1805 bekleidete er die Pfarrstelle in Damm bei Aschaffenburg, wurde anschließend Pfarrer in Kirdorf und 1807 Geheimsekretär bei Kurfürst-Erzbischof Karl Theodor von Dalberg. Dieser schickte ihn zum weiteren Studium an die Universität Würzburg. Dort wurde er am 3. Januar 1807 immatrikuliert und am 11. September 1807 mit der Dissertation De praescriptione longissimi temporis adquisitiva... zum Doktor beider Rechte promoviert.
Koch wurde noch 1807 als Professor an der Universität Aschaffenburg angestellt und lehrte dort an der theologischen und an der juristischen Fakultät. Daneben wurde er Assessor am geistlichen Gericht in Aschaffenburg und 1810 Richter in Zivilsachen der Geistlichen. 1811 begleitete er Dalberg zur Taufe Napoleon Franz Bonapartes. Als 1814 Aschaffenburg an das Königreich Bayern fiel, war eine Auflösung der Universität abzusehen und Koch nahm 1815 einen Ruf als Geheimer Kirchen- und Oberschulrat an die Regierung des Herzogtums Nassau nach Wiesbaden an. Dort trat er 1817 gegen den Priesterzölibat ein, wurde 1818 Vertreter Nassaus bei den Frankfurter Verhandlungen zur Regelung der Verhältnisse der katholischen Kirche und kämpfte für eine liberale Kirchenverfassung. 1821 wurde er aus dem geistlichen Stand entlassen, heiratete und trat zum evangelischen Glauben über. 1821 wurde er zudem zum Geheimen Regierungsrat ohne besonderes Ressort ernannt, da er nicht mehr für Schul- und Kirchenangelegenheiten zuständig sein konnte. 
Koch wurde 1828 Direktor der Leihhauskommission und 1833 Mitglied der allgemeinen nassauischen Prüfungskommission. Erst 1837 schied Koch aus dem Regierungskollegium in Wiesbaden aus. Er übernahm im selben Jahr die Stelle des Oberbibliothekars der Nassauischen Landesbibliothek von seinem Schul- und Studienfreund Johannes Weitzel. Er war außerdem noch als Gutachter in Kirchenangelegenheiten tätig und trat 1851 in den Ruhestand.

## Werke (Auswahl)
- Versuch einer systematischen Darstellung der Lehre von dem testamentarischen Erbrecht nach dem Code Napoleon, Frankfurt am Main 1814.
- Kirchenrechtliche Untersuchung über die Grundlage zu den künftigen katholisch-kirchlichen Einrichtungen in Deutschland, Andreä, Frankfurt am Main 1816.
- Ausführliches Rechtsgutachten über das Verfahren des römischen Hofes in der Angelegenheit der Constanzer Bisthumsverwalthung des Capitular-Vicars Freiherrn von Wessenberg, Andreä, Frankfurt am Main 1819.
- Revision des ausführlichen Rechtsgutachtens über das Verfahren des römischen Hofes in der Angelegenheit der Konstanzer Bisthumsverwaltung des Kapitularvikars Freihrn. v. Wessenberg, Bamberg 1820.